# 珠江源国家森林公园
珠江源国家森林公园，位于云南省曲靖市沾益区的马雄山东麓，占地面积12.5平方公里，1993年被国家林业局批准为国家森林公园。公园森林覆盖率达95%以上，拥有植物约两千种，其中包括水晶兰、元江锥、大树杜鹃、银鹊树、野鸦椿、灯台树、香花鸡血藤等珍稀植物。

## 历史
1985年，珠江水利委员会的专家学者会同当地水利部门，在多次考察论证的基础上，正式确定云南马雄山东麓出水洞处为“珠江正源”，并于1985年8月17日，在马雄山刘麦地伏流口举行“珠江源”立碑仪式。水洞口“珠江源”由水利电力部原副部长、珠江水利委员会主任刘兆伦所题，时任广东省省长叶选平题词“饮水思源”。
珠江源风景名胜区于1998年起进行大规模开发建设，2000年6月被划为省级自然保护区，2006年被评为国家AAAA级旅游景区。2015年9月，在景区内加建曲靖植物园。2017年，在原景区基础上建设珠江源高原体育度假区。

## 景点

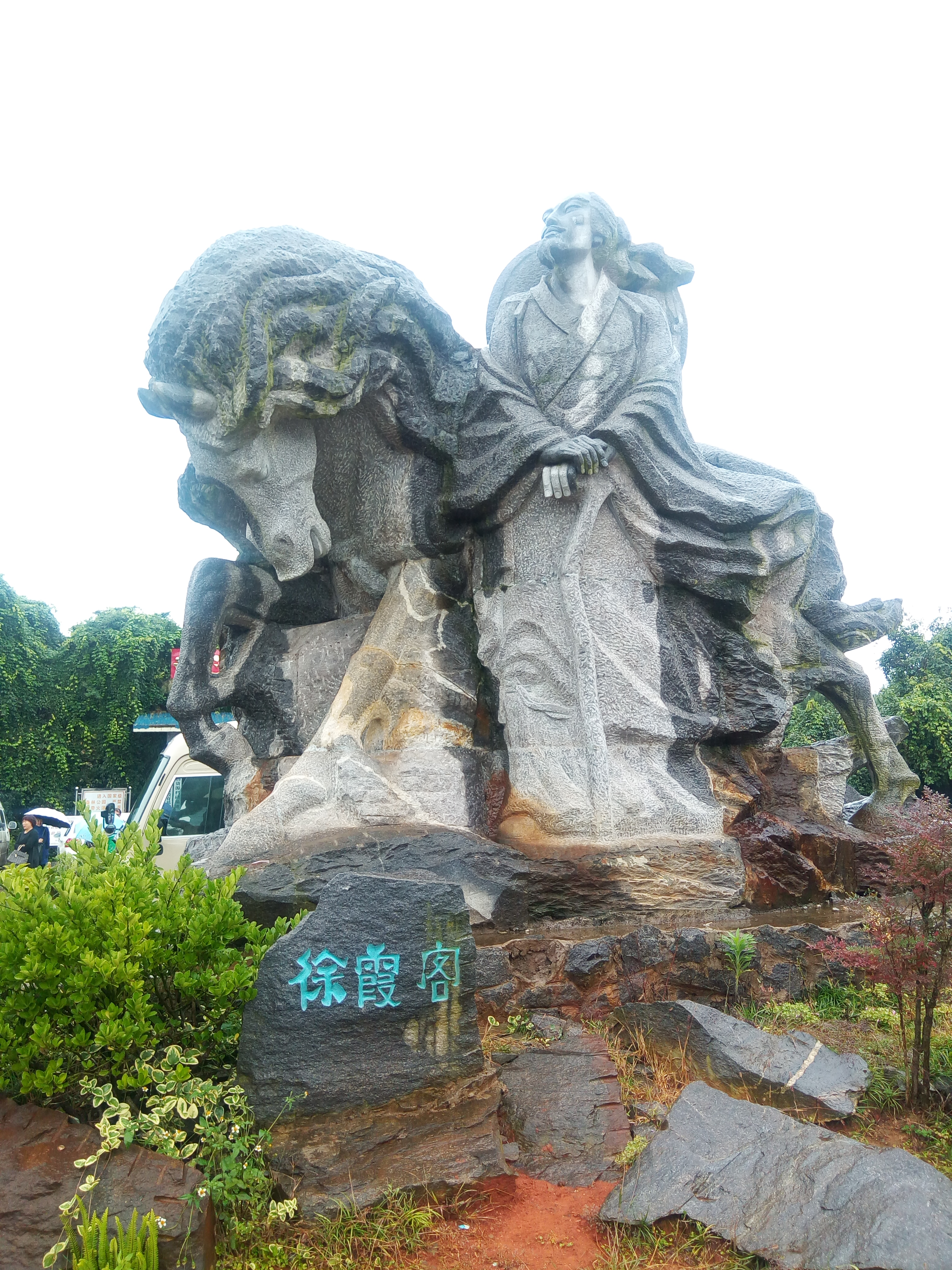
珠江源景区内的徐霞客雕像

著名景点包括珠源洞、珠源大罗盘、珠源禅寺、三江亭、霞客草堂等。